# برگ‌هایی از کتاب شیطان
برگ‌هایی از کتاب شیطان (دانمارکی: Blade af Satans bog) فیلمی دانمارکی در سبک فانتزی به کارگردانی کارل تئودور درایر و بازی هلگه نیسن در نقش شیطان محصول سال ۱۹۲۱ است.